# 保加利亞摺餅
保加利亞摺餅(又稱保加利亞麵包，英文：Banitsa，保加利亞文： баница)是以加了葵花油、糖與奶油製成的麵團為餅皮，內餡傳統上以羊奶酪（Feta Cheese）、蛋和優格為基本材料所製成之糕餅，原名字義有「摺」的意思。是保加利亞的傳統食物之一，通常與酸奶、紅茶一起出現在早餐餐桌上，不同的家庭及地區各有其獨特的內餡組合特色。

## 基本做法
將水、糖、雞蛋、葵花油與奶油混合至麵團內，再以手將麵團不斷以摺疊捏製的方式，製造極薄的餅皮，將餅皮鋪在塗滿葵花油的烤盤上。然後製作另外三至四張餅皮用來填充餡料。傳統的餡料使用食材為羊奶酪、酸奶、其他起司與香料，這是最基本的內餡。而常見的添加食材有菠菜、番茄、馬鈴薯、南瓜以及各種地中海飲食常見的蔬菜等。現今保加利亞摺餅口味繁多，任何食材都能作為餡料。所有餅皮填入餡料捲成長條狀後，由外而內將其捲成蝸牛狀的圓形擺在烤盤上，烘烤至表皮呈金黃色即可食用。傳統上摺餅的形狀為螺旋捲起的圓形派狀，然而為了製作過程及食用的方便性，其他常見的做法會將有內餡的長條狀餅皮並排送進烤箱使之成為方形的模樣，或直接將一大餅皮捲起變成捲餅狀。傳統圓形狀通常用於正式、待客場合及節慶的家庭聚會，方形則是家常三餐使用的簡便作法，捲餅狀則是路邊攤販為方便客人手拿常用的造型。

## 文化意義
保加利亞摺餅是保加利亞人傳統早餐不可或缺的一部份，配上一杯紅茶與酸奶最為道地。除夕夜或耶誕等特殊節日時，傳統的保加利亞家庭會在保加利亞摺餅內加入硬幣或有花苞的茱萸枝條做為幸運的象徵給予祝福，枝條上的花苞數量各象徵不同的祝福涵義。有的則會放入寫有吉祥話的字條，類似唐人街的幸運餅乾。
在口語上，由於保加利亞摺餅是透過不斷的折疊麵糰製成，因此保加利亞人會形容一個被蹂躪得面目全非的物品或一件被搞砸的事情「像保加利亞摺餅一樣」。